# Olmos
Olmos é uma povoação portuguesa sede da Freguesia de Olmos do Município de Macedo de Cavaleiros, freguesia com 6,14 km² de área e 149 habitantes (censo de 2021), tendo, por isso, uma densidade populacional de 24,3 hab./km²
A antiga freguesia de Santo Antão de Olmos pertencia, em 1838, à comarca de Moncorvo, depois à comarca e concelho de Chacim até à extinção deste em 1853, sendo anexada ao concelho (atual município) de Macedo de Cavaleiros em 1862.
A freguesia de Olmos engloba a povoação de Malta. A aldeia de Malta tem o nome dos Cavaleiros da Ordem de Malta, antigos donatários, sendo durante séculos conhecida como de S. Cristóvão. A sua festa, ao Divino Senhor, é das mais conhecidas desde sempre na região. 
Em Olmos destaca-se também a igreja matriz, as capelas com invocação a Nossa Senhora das Neves e a Nossa Senhora da Trindade, uma fonte de mergulho. A Igreja de Olmos, de Malta, consagrada ao Divino Senhor Santo Cristo, tem cinco tábuas quinhentistas com as figuras de Nossa Senhora, Cristo ressuscitado, S. Cristóvão, S. Miguel e S. João Baptista bem como óleos de valor e todo o conjunto está erguido sobre um antigo templo dedicado ao deus pré-cristão dos Zoelae, Aerno.

## Demografia
Nota: No ano de 1890 tinha anexada a freguesia de Lombo (decreto de 11/12/1884).
A população registada nos censos foi:
| Distribuição da População por Grupos Etários | Distribuição da População por Grupos Etários | Distribuição da População por Grupos Etários | Distribuição da População por Grupos Etários | Distribuição da População por Grupos Etários |
| -------------------------------------------- | -------------------------------------------- | -------------------------------------------- | -------------------------------------------- | -------------------------------------------- |
| Ano                                          | 0-14 Anos                                    | 15-24 Anos                                   | 25-64 Anos                                   | > 65 Anos                                    |
| 2001                                         | 24                                           | 37                                           | 123                                          | 63                                           |
| 2011                                         | 10                                           | 14                                           | 118                                          | 66                                           |
| 2021                                         | 9                                            | 9                                            | 71                                           | 60                                           |